# 帕列赫
帕列赫（羅馬化：Palekh）是俄罗斯伊万诺沃州的市级镇、帕列赫区行政中心，位于伊万诺沃州中东部，在州府伊万诺沃东偏南方。该地以帕列赫彩画而闻名，其中该镇徽章也运用了特产彩画中的相关元素。
1947年设市级镇。该地曾在2002年被列为俄罗斯历史名城之一，但在2010年的更新名单中被除名。2021年人口有4,610人；2010年人口5,337；2002年人口5,814；1989年人口6,192。

## 图集

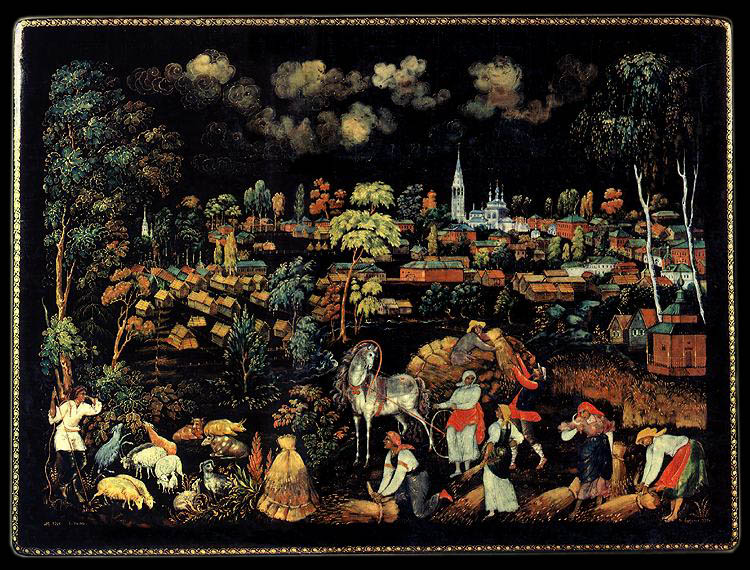
彩画《帕列赫村》
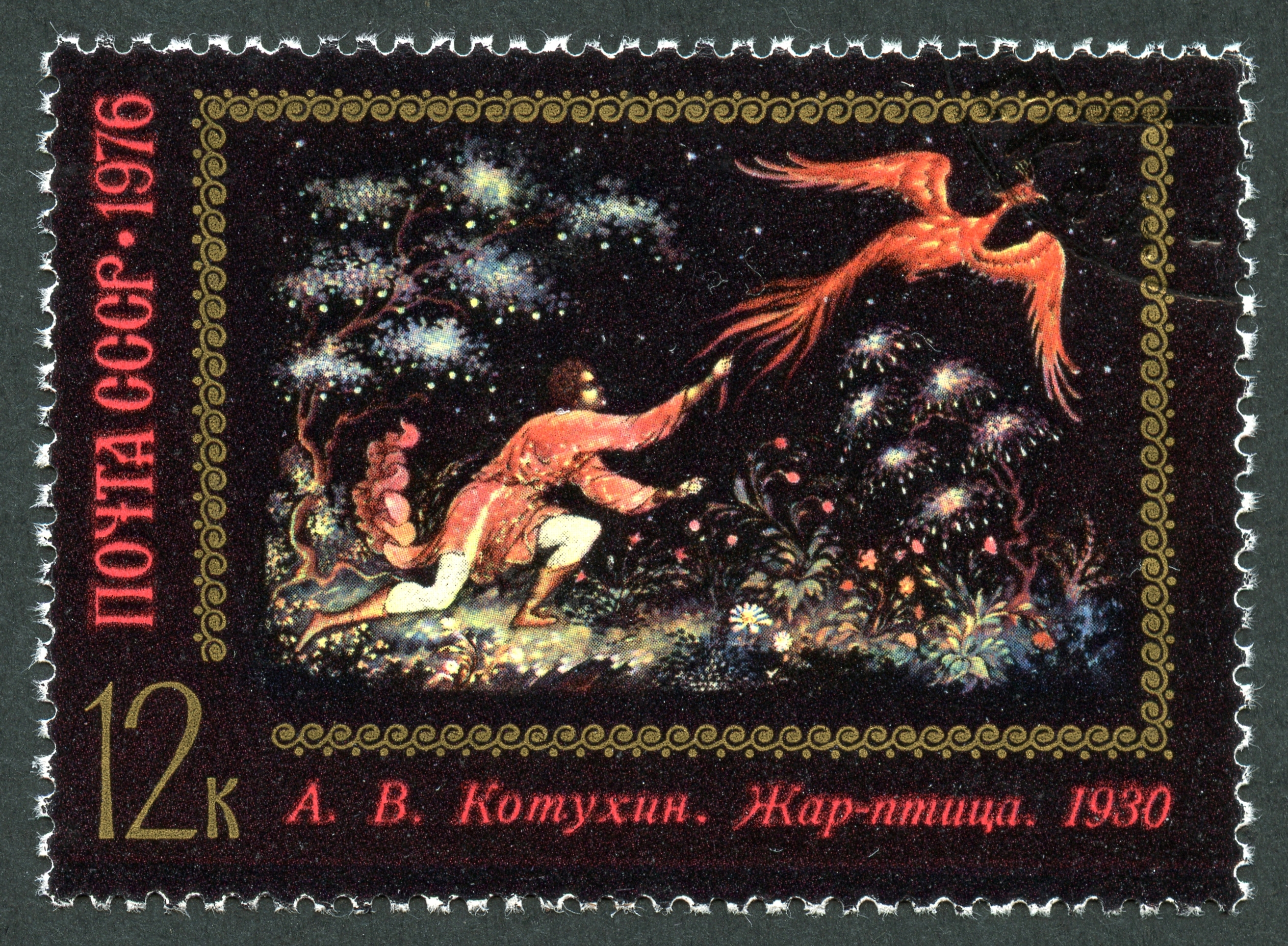
彩画《火鸟》
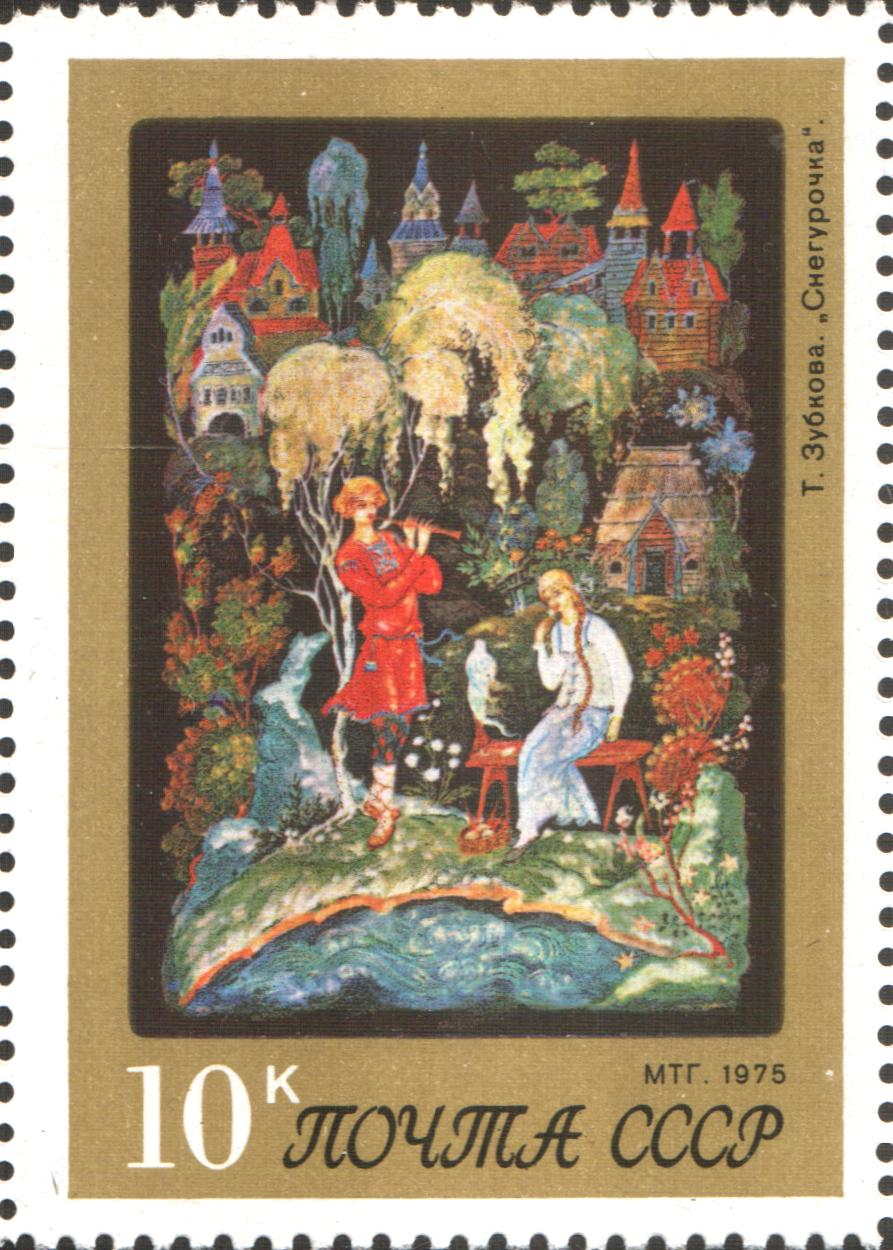
彩画《雪姑娘》
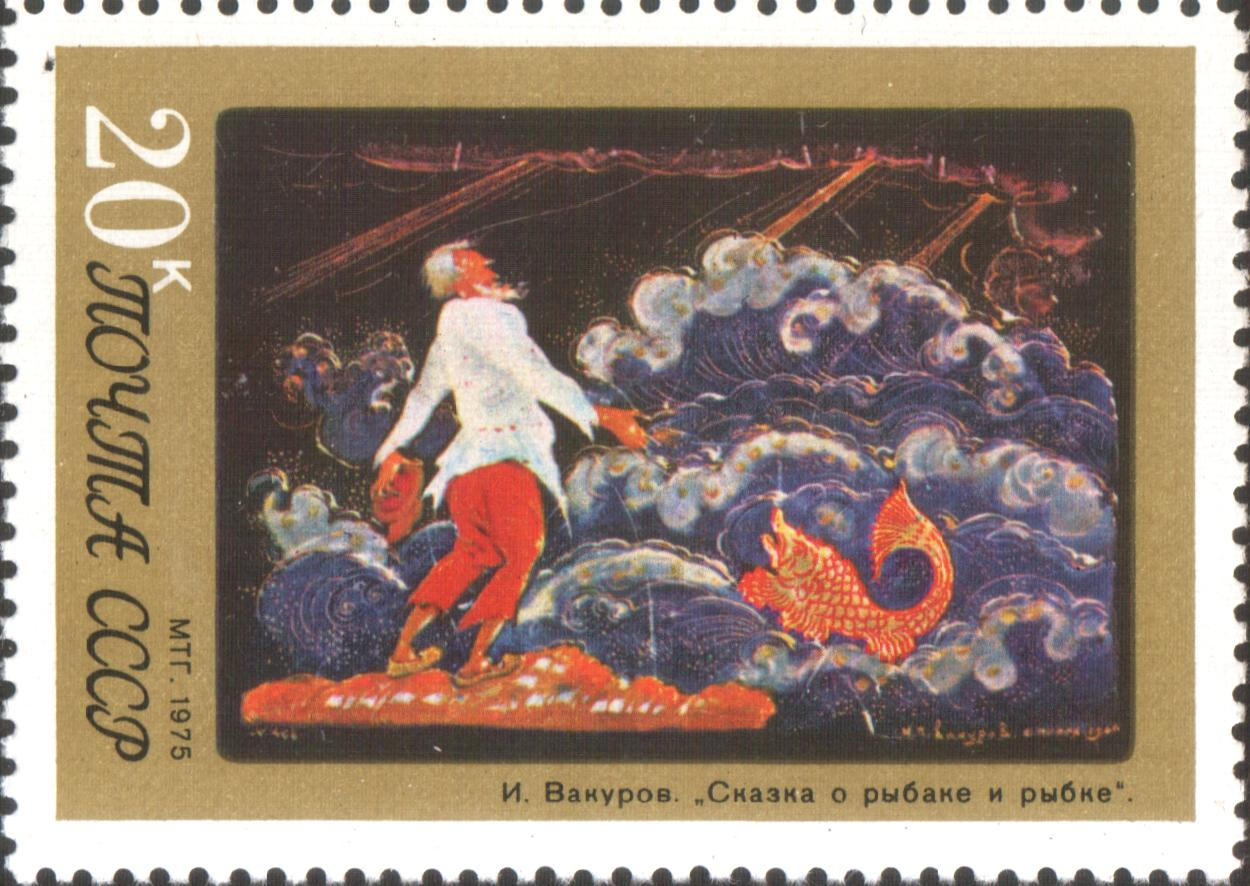
彩画《渔夫和金鱼的故事》